# Калхейн, Джеймс
Джеймс Х. «Шамус» Калхейн (англ. James H. "Shamus" Culhane, 1908 — 1996) — американский аниматор, режиссёр мультипликации, кинопродюсер, наиболее известен работами в «золотой век американской анимации».

## Биография
Начал анимационную карьеру в 1925 году, работал в ряде американских анимационных студий. До переезда в Голливуд работал режиссёром короткометражек. Разработал технику анимации с помощью быстрых набросков, также заимствовал идею у С. М. Эйзенштейна. Основал Shamus Culhane Productions, в которой создавал анимационные фильмы и телевизионные рекламные ролики. Также создал анимацию как минимум для одного из фильмов The Bell System Science Series. Shamus Culhane Productions закрылась в 1960-х, после чего стал главой Paramount Cartoon Studios. В 1967 вышел на пенсию, и написал две книги по анимации.

## Публикации
- Калхейн Д. Х. Animation: From Script to Screen. St. Martin's Griffin, 1990. ISBN 978-0312050528.